# Convenció internacional per a la protecció de totes les persones contra les desaparicions forçades
La Convenció Internacional per a la Protecció de Totes les Persones contra les Desaparicions Forçades és un tractat internacional sobre dret internacional dels drets humans, promogut per l'Organització de les Nacions Unides, amb l'objectiu de prevenir les desaparicions forçades, definides al dret internacional com crims contra la humanitat. Va entrar en vigor el 23 de desembre del 2010. A data d'octubre del 2019, 98 estats l'havien signat i 62 l'havien ratificat.